# Szamil Zawurow
Szamil Magomiedowicz Zawurow (ros. Шамиль Магомедович Завуров; ur. 4 lipca 1984 w Kirowaułach) – rosyjski zawodnik mieszanych sztuk walki (MMA) oraz sambista pochodzenia awarskiego, trzykrotny mistrz świata w sambo bojowym z 2004, 2005 i 2007 oraz mistrz M-1 Global w wadze półśredniej z 2011.

## Kariera sportowa
Urodził się w Kirowaułach w Republice Dagestanu. Od młodości trenował popularne na kaukazie zapasy oraz sambo. Zainteresował się również wushu oraz sanda. W 2002 został mistrzem Dagestanu w sanda, a w 2004, 2005 oraz 2007 zdobywał złoto na Mistrzostwach Świata w sambo bojowym. W 2010 został Mistrzem Rosji w sambo.

### Kariera MMA
W 2004 zadebiutował zawodowo w MMA. W 2010 wygrał eliminacje wschodnioeuropejskie M-1 Selection, które miały wyłonić pretendenta do walki o inauguracyjne mistrzostwo M-1 Global w wadze półśredniej (w finale eliminacji pokonał Magomiedrasuła Chasbułajewa). 10 grudnia 2010 pokonał zwycięzcę zachodnioeuropejskich eliminacji Hiszpana Abnera Lloverasa przez TKO zdobywając mistrzowski pas M-1. Na przestrzeni 2011 bronił tytułu dwukrotnie pokonując m.in. Szwajcara Yasubeya Enomoto na punkty. W rewanżu 9 grudnia 2011 stracił pas na rzecz Szwajcara który poddał go duszeniem gilotynowym w ostatniej, piątej rundzie mistrzowskiego boju.
21 czerwca 2013 ponownie spotkał się w klatce z Enomoto na gali Fight Nights w Moskwie, przegrywając z nim jednogłośnie na punkty. W latach 2013–2015 zanotował sześć zwycięskich pojedynków z rzędu m.in. nad byłym mistrzem WEC Hermesem Françą. 4 października 2015 po raz czwarty Zawurow zmierzył się z Enomoto lecz kolejny raz zszedł z klatki pokonany (przegrana przez poddanie – duszenie gilotynowe).
W marcu 2016 wziął udział w Grand Prix organizacji World Fighting Championship Akhmat, dochodząc ostatecznie do finału w którym przegrał przez nokaut z Huseinem Chaliewem.
23 lutego 2019 w turnieju Road FC przegrał z Mansourem Barnaouim, który trafił Zamurowa latającym kolanem. Główną nagrodą było wygranie 1 miliona dolarów.

## Osiągnięcia[4][5]
Mieszane sztuki walki:
- 2010: zwycięzca M-1 Selection Eastern Europe w wadze półśredniej
- 2010-2011: mistrz Fight Nights Euro-Asia w wadze półśredniej[6]
- 2010-2011: mistrz M-1 Global w wadze półśredniej
- 2015: mistrz Octagon Fighting Sensation w wadze półśredniej[7]
- 2016: WFCA Grand Prix Akhmat – finalista w turnieju wagi półśredniej[2].

Sambo:
- 2004: Mistrzostwa Świata w sambo bojowym – 1. miejsce w kat. 74 kg (Machaczkała)[8]
- 2005: Mistrzostwa Świata w sambo bojowym – 1. miejsce w kat. 74 kg (Moskwa)[9]
- 2006: Mistrzostwa Rosji w sambo bojowym – 1. miejsce w kat. 74 kg (Moskwa)[10]
- 2006: Mistrzostwa Republiki Dagestanu w sambo bojowym – 1. miejsce w kat. 74 kg (Machaczkała)[10]
- 2007: Mistrzostwa Świata w sambo bojowym – 1. miejsce w kat. 74 kg (Moskwa)[11]
- 2010: Mistrzostwa Rosji w sambo bojowym – 1. miejsce

Sanda:
- 2002: Mistrz Republiki Dagestanu w sanda